# Interdependens
Interdependens är en term som beskriver ömsesidigt beroende. Termen används bl.a. inom nationalekonomi för att beskriva det ömsesidiga beroendet mellan de olika marknaderna i en ekonomi och inom statsvetenskap för att beskriva det ömsesidiga beroendet mellan aktörer, exempelvis stater.